# 致親愛的孤獨者
《致親愛的孤獨者》啟發自侯季然所執導的紀錄片 《書店裡的影像詩》。2018年起，《夢田影像》推出《致親愛的孤獨者》大型創作 IP。2019年《致親愛的孤獨者》電影長片於9月6日上映。而後在Netflix等OTT平台上架。
2021年10月2日，劉冠廷以《小薰》單元所飾演之2923角色，入圍第56屆金鐘獎『迷你劇集／電視電影男主角獎』，李雪以《凱涵》單元所飾演之凱涵角色，入圍第56屆金鐘獎『迷你劇集／電視電影女主角獎』。

## 演員

### 小玉
| 演員   | 角色       | 介紹                                     |
| 林慈恩 | 小玉       | 12歲，剛升國一，是班上最晚發育的女學生。 |
| 鍾政均 | 大衛       | 學校新來的帥氣實習男老師。               |
| 劉明勳 | 劉老師     |                                          |
| 蕭博妃 | 青青       |                                          |
| 謝飛   | 阿飛       |                                          |
| 孫秉森 | 阿公       |                                          |
| 陳馻娜 | 性感女子   |                                          |
| 李昀芯 | 青青姊妹淘 |                                          |
| 劉妤萱 | 青青姊妹淘 |                                          |

### 凱涵
| 演員   | 角色       | 介紹                                         |
| 李雪   | 凱涵       | 18歲，從屏東到台北念書，對大學生活充滿期待。 |
| 謝欣蔚 | 晨輝       | 來台陸生。                                   |
| 李淑楨 | 劉家馨     | 生輔組組長                                   |
| 張耀仁 | 張鈺成     | 飯店櫃檯服務員                               |
| 許麗玉 | 生輔組組任 |                                              |
| 劉昌翰 | 警察       |                                              |
| 廖強忠 | 凱涵父親   |                                              |
| 傅勤   | 觀光客     |                                              |
| 傅燕   | 觀光客     |                                              |
| 樊靜萍 | 生輔組老師 |                                              |

### 小薰
| 演員   | 角色      | 介紹                                                                                       |
| 張寗   | 小薰      | 20歲，休學從高雄來到台北工作的小薰，對未來迷惘。意外地接到「會客受刑人」的工作成為會客妹。 |
| 劉冠廷 | 2923      | 木訥寡言的受刑人。                                                                         |
| 姚淳耀 | 志哥      | 小薰的前男友。                                                                             |
| 李婕   | 安安      |                                                                                            |
| 郝翊展 | 志哥朋友A |                                                                                            |
| 潘世啟 | 志哥朋友B |                                                                                            |
| 謝毓輝 | 受刑人A   |                                                                                            |
| 練建宏 | 受刑人B   |                                                                                            |

## 音樂
音樂製作：大禾音樂製作  總監：林尚德
| 曲別   | 演唱   | 歌名                   |
| 主題曲 | 解偉苓 | 《感覺做一個孤獨的人》 |

## 獎項紀錄
| 獎項         | 類別                       | 入圍者 | 結果 |
| ------------ | -------------------------- | ------ | ---- |
| 第56屆金鐘獎 | 迷你劇集／電視電影男主角獎 | 劉冠廷 | 提名 |
| 第56屆金鐘獎 | 迷你劇集／電視電影女主角獎 | 李雪   | 提名 |

## 外部連結
- 致親愛的孤獨者的Facebook專頁
- 致親愛的孤獨者的Instagram帳戶
- YouTube上的致親愛的孤獨者頻道
- 互联网电影数据库（IMDb）上《致親愛的孤獨者》的资料（英文）
- 豆瓣电影上《致親愛的孤獨者》的資料 （简体中文）
- Yahoo奇摩電影上《致親愛的孤獨者》的資料（繁體中文）
- 開眼電影網上《致親愛的孤獨者》的資料（繁體中文）